# Ліму (округ)
Округ Ліму (фр. Arrondissement de Limoux) — округ у Франції, в департаменті Од. 2023 року округ об'єднував 138 муніципалітетів, населення становило 42 183 особи.
Адміністративний центр (супрефектура) — Ліму.

## Муніципалітети
Список муніципалітетів округу та їхні коди INSEE:
1. Ажак (11003)
2. Аксат (11021)
3. Але-ле-Бен (11008)
4. Алень (11004)
5. Антюньяк (11010)
6. Арк (11015)
7. Артіг (11017)
8. Бельвез-дю-Разес (11034)
9. Бельві (11036)
10. Бельв'ян-е-Кавірак (11035)
11. Бельгард-дю-Разес (11032)
12. Белькастель-е-Бюк (11029)
13. Белькер (11028)
14. Бельфор-сюр-Ребанті (11031)
15. Бессед-де-Со (11038)
16. Брюгероль (11053)
17. Бур'єж (11045)
18. Бурижоль (11046)
19. Бюгараш (11055)
20. Валь-де-Ламбронн (11080)
21. Валь-дю-Фабі (11131)
22. Вальміжер (11402)
23. Вераза (11406)
24. Віллар-Сент-Ансельм (11415)
25. Віллардебель (11412)
26. Вілларзель-дю-Разес (11417)
27. Вільбазі (11420)
28. Вільлонг-д'Од (11427)
29. Вільфор (11424)
30. Гажа-е-Вільдьє (11158)
31. Галінаг (11160)
32. Гарді (11161)
33. Грамазі (11167)
34. Гранес (11168)
35. Греффей (11169)
36. Доназак (11121)
37. Ескеян-е-Сен-Жуст-де-Белангар (11128)
38. Ескулубр (11127)
39. Еспезель (11130)
40. Еспераза (11129)
41. Женкла (11163)
42. Жиноль (11165)
43. Жуку (11177)
44. Кайо (11058)
45. Кам-сюр-л'Аглі (11065)
46. Камб'єр (11061)
47. Кампань-сюр-Од (11063)
48. Кампанья-де-Со (11062)
49. Камюрак (11066)
50. Кассень (11073)
51. Кастельран (11078)
52. Кая (11060)
53. Каявель (11059)
54. Кірбажу (11306)
55. Кіян (11304)
56. Клермон-сюр-Локе (11094)
57. Комюс (11096)
58. Конетт-сюр-Локе (11082)
59. Корб'єр (11100)
60. Коюнозуль (11104)
61. Кудон (11101)
62. Куїза (11103)
63. Курнанель (11105)
64. Куртолі (11107)
65. Кустосса (11109)
66. Кюб'єр-сюр-Сінобль (11112)
67. Ла-Безоль (11039)
68. Ла-Дінь-д'Амон (11119)
69. Ла-Дінь-д'Аваль (11120)
70. Ла-Куртет (11108)
71. Ла-Серпан (11376)
72. Ла-Фажоль (11135)
73. Ладерн-сюр-Локе (11183)
74. Лапрадель-Пюїйоран (11302)
75. Ле-Буске (11047)
76. Ле-Клат (11093)
77. Ліму (11206)
78. Ліньєроль (11204)
79. Лорагель (11197)
80. Луп'я (11207)
81. Люк-сюр-Од (11209)
82. Магрі (11211)
83. Мазероль-дю-Разес (11228)
84. Мазюбі (11229)
85. Мальв'єс (11216)
86. Мальрас (11214)
87. Марса (11219)
88. Мер'яль (11230)
89. Міссегр (11235)
90. Монградай (11246)
91. Монжарден (11249)
92. Монтазель (11240)
93. Монто (11247)
94. Монфор-сюр-Бульзан (11244)
95. Неб'яс (11263)
96. Ніор-де-Со (11265)
97. Онат (11019)
98. Пейрефітт-дю-Разес (11282)
99. Пейроль (11287)
100. П'єсс (11289)
101. Полінь (11274)
102. Помас (11293)
103. Помі (11294)
104. Пюївер (11303)
105. Ренн-ле-Шато (11309)
106. Ренн-ле-Бен (11310)
107. Ривель (11316)
108. Родом (11317)
109. Роктаяд-е-Коніяк (11323)
110. Рокфей (11320)
111. Рокфор-де-Со (11321)
112. Рутьє (11328)
113. Сальвезін (11373)
114. Сен-Бенуа (11333)
115. Сен-Жан-де-Параколь (11346)
116. Сен-Жулія-де-Бек (11347)
117. Сен-Жуст-е-ле-Безю (11350)
118. Сен-Ілер (11344)
119. Сен-Куа-дю-Разес (11338)
120. Сен-Луї-е-Парау (11352)
121. Сен-Мартен-Лі (11358)
122. Сен-Мартен-де-Вільреглан (11355)
123. Сен-Полікарп (11364)
124. Сен-Феррійоль (11341)
125. Сент-Коломб-сюр-Гетт (11335)
126. Сент-Коломб-сюр-л'Ер (11336)
127. Сеньялан (11375)
128. Сепі (11090)
129. Серр (11377)
130. Соннак-сюр-л'Ер (11380)
131. Сугрень (11381)
132. Терроль (11389)
133. Трезьє (11400)
134. Туррей (11394)
135. Фест-е-Сент-Андре (11142)
136. Фонтанес-де-Со (11147)
137. Фурту (11155)
138. Шалабр (11091)